# Conchapelopia aleta
Conchapelopia aleta är en tvåvingeart som beskrevs av Roback 1971. Conchapelopia aleta ingår i släktet Conchapelopia och familjen fjädermyggor. Inga underarter finns listade i Catalogue of Life.